# Jun Jodzsong
Jun Jodzsong (hangul: 윤여정, handzsa: 尹汝貞, RR: Yun Yeo-jeong; népszerű átírással Youn Yuh-jung; 1947. június 19.–) Oscar-díjas dél-koreai színésznő, aki számos hazai filmben és televíziós sorozatban játszott, nemzetközi áttörést a Minari – A családom története című filmmel ért el, melyért Screen Actors Guild-díjat, BAFTA-díjat és Oscar-díjat is kapott. Az első koreai színésznő lett, akit ezeken az átadókon díjaztak.

## Élete és pályafutása
Keszong (Kaesong)ban született, Szöulban nőtt fel, édesapját korán elveszítette. Két lánytestvére van, egyikük, Joszun (Yeo-sun) az LG Groupnál töltött be vezetői pozíciót. Az Ihva (Ihwa) Lányiskolába járt, majd a Hanjang (Hanyang) Egyetemre nyert felvételt koreai nyelv és irodalom szakra 1966-ban, amikor átment a TBC tévétársaság nyílt meghallgatásán.
Otthagyta az egyetemet, és 1967-ben megkapta első szerepét a Mister Kom (Gom) (미스터 곰) című televíziós sorozatban. 1971-ben lett belőle sztár, amikor Kim Gijong (Kim Gi-yong) Hvanjo (Hwanyeo) (화녀, Woman of Fire) című filmjében kapott főszerepet. Alakítását a spanyol Sitges Filmfesztivál legjobb színésznőnek járó díjával jutalmazták.
Karrierje csúcsán, 1974-ben férjhez ment Cso Jongnam (Jo Yeong-nam) énekeshez, és az Egyesült Államokba költözött. 1984-ben tért vissza Koreába és folytatta színészi karrierjét. Férjétől 1987-ben vált el.
Hosszú kihagyás után újra kamerák elé állni szokatlan dolog volt Koreában egy középkorú színésznőtől. Míg a hasonló korú színésznőket jobbára beskatulyázták az önfeláldozó anya vagy a házsártos öregasszony szerepébe, Jun (Yun) számos összetett, stílusos és független szerepet kapott.
2020-ban a Minari – A családom története című amerikai filmben kapott szerepet, mellyel számos nemzetközi díjat elnyert.

## Filmográfia

### Filmek
| Év   | Angol/magyar cím                              | Eredeti cím | Szerep                                    | Megjegyzés         |
| ---- | --------------------------------------------- | --- | ----------------------------------------- | ------------------ |
| 1971 | Woman of Fire                                 | Hvanjo (화녀, Hwanyeo)                                                                                            | Mjongdzsa (Myeong-ja)                     |                    |
| 1972 | The Insect Woman                              | Cshungnjo (충녀, Chungnyeo)                                                                                       | Mjongdzsa (Myeong-ja)                     |                    |
| 1973 | Love and Hatred                               | Tadzsongdahan (다정다한, Dajeongdahan)                                                                            |                                           |                    |
| 1973 | Tto Sun Yi, a College Girl                    | Jodeszeng Ttoszuni (여대생 또순이, Yeodaesaeng Ddosuni)                                                           |                                           |                    |
| 1978 | The Day and Night of a Korean-American        | Khomerikhani natkva pam (코메리칸의 낮과 밤, Komerikanui natgwa bam)                                              |                                           |                    |
| 1985 | Mother                                        | Emi (에미) | Hong Gjonge (Hong Gyeong-ae)              |                    |
| 1990 | Be a Wicked Woman                             | Cshonszanjo angnjoga töra (천사여 악녀가 되라, Cheonsayeo angnyeoga doera)                                        |                                           |                    |
| 1995 | An Experience to Die For                      | Csugodo csohun kjonghom (죽어도 좋은 경험, Jugeodo joheun gyeongheom)                                             | Cshö Jodzsong (Choi Yeo-jeong)            |                    |
| 2003 | A Good Lawyer's Wife                          | Paramnan kadzsok (바람난 가족, Baramnan gajok)                                                                    | Hong Bjonghan (Hong Byeong-han)           |                    |
| 2004 | Springtime                                    | Kkotphinun pomi omjon (꽃피는 봄이 오면, Kkotpineun bomi omeyeon)                                                 | Hjonu (Hyun-woo) anyja                    |                    |
| 2005 | The President's Last Bang                     | Kutte kuszaramdul (그때 그사람들, Geuddae geusaramdeul)                                                           | Junhi (Yun-hui) anyja/ epilógus narrátora |                    |
| 2006 | Maundy Thursday                               | Uriduri hengbokhan sigan (우리들의 행복한 시간, Urideurui haengbokhan sigan)                                      | Monica nővér                              |                    |
| 2007 | The Old Garden                                | Oredön csongvon (오래된 정원, Oraedoen jeongon)                                                                   |                                           |                    |
| 2007 | Hwang Jin-yi                                  | Hvang Dzsini (황진이, Hwang Jini)                                                                                 | öregasszony                               |                    |
| 2008 | A Tale of Legendary Libido                    | Karudzsigi (가루지기, Garujigi)                                                                                   | öregasszony                               |                    |
| 2009 | Actresses                                     | Jobeudul (여배우들, Yeobaeudeul)                                                                                  | önmaga                                    | forgatókönyvíró is |
| 2010 | Hahaha                                        | 하하하 | Mungjong (Moon-kyeong) anyja              |                    |
| 2010 | The Housemaid                                 | Hanjo (하녀, Hanyeo)                                                                                              | Pjongsik (Byeong-sik)                     |                    |
| 2011 | Hindsight                                     | Pharun szogum (푸른 소금, Pareun sogeum)                                                                          | Kang asszony                              |                    |
| 2011 | List                                          | Riszuthu (리스트, Riseuteu)                                                                                       |                                           | rövidfilm          |
| 2012 | The Taste of Money                            | Toni mat (돈의 맛, Donui mat)                                                                                     | Pek Kumok (Baek Geum-ok)                  |                    |
| 2012 | Egy másik országban (In Another Country)      | Tarun naraeszo (다른 나라에서, Dareun naraeseo)                                                                   | Park Sook                                 |                    |
| 2013 | Behind the Camera                             | Tüttamhva: Kamdogi micshjosszojo (뒷담화: 감독이 미쳤어요, Dwittamhwa: Kamdogi michyeosseoyo)                     | önmaga                                    |                    |
| 2013 | Boomerang Family                              | Korjonghva kadzsok (고령화가족, Goryeonghwa gajok)                                                                | anya                                      |                    |
| 2014 | Szabadság-hegy (Hill of Freedom)              | Csajui ondok (자유의 언덕, Jayuui eondeok)                                                                        | Kuok (Gu-ok)                              |                    |
| 2015 | Salut d'Amour                                 | Csangszuszanghö (장수상회, Jangsusanghoe)                                                                         | Im Gumnim (Im Geum-nim)                   |                    |
| 2015 | Intimate Enemies                              | Nai csolcshin aktangdul (나의 절친 악당들, Naui jeolchin akdangdeul)                                              | Jodzsong (Yeo-jeong)                      | cameo              |
| 2015 | Ma igaz, tegnap hamis (Right Now, Wrong Then) | Csigumun matko kuttenun thullida (지금은맞고그때는틀리다, Jigeumeun matgo geuddaeneun teullida)                   | Kang Dokszu (Kang Deok-soo)               |                    |
| 2016 | Nagyanyó (Canola)                             | Kjecshun halmang (계춘할망, Gyechun halmang)                                                                      | Kjecshun (Gye-choon)                      |                    |
| 2016 | Egy gyilkos asszony (The Bacchus Lady)        | Csugjodzsunun jodzsa (죽여주는 여자, Jugyeojuneun yeoja)                                                          | Szojong (So-young)                        | [ 22 ]             |
| 2018 | Keys to the Heart                             | Kugommani ne szeszang (그것만이 내 세상, Geugeotmani nae sesang)                                                  | Inszuk (In-sook)                          | [ 23 ]             |
| 2019 | Lucky Chan-sil                                | Cshansirinun pokto mancshi (찬실이는 복도 많지, Chansilineun bokdo manjhi)                                        | nagymama                                  |                    |
| 2020 | Beasts Clawing at Straws                      | Csiphuragirado csapko siphun csimszungdul (지푸라기라도 잡고 싶은 짐승들, Jipuragirado jabko sipeun jimseungdeul) | Szundzsa (Soon-ja)                        | [ 24 ]             |
| 2020 | Minari – A családom története                 | Minari – A családom története                                                                                     | Szundzsa (Soon-ja)                        | amerikai film      |
| ?    | Heaven: To the Land of Happiness              | Hebun: Hengbogi nararo (헤븐: 행복의 나라로, Haebeun: haengbokui nararo)                                          |                                           | [ 26 ]             |

### Televíziós sorozatok
| Év        | Angol/magyar cím                        | Eredeti cím | Szerep                                  | Csatorna          |
| --------- | --------------------------------------- | --- | --------------------------------------- | ----------------- |
| 1967      | Mister Gom                              | Mister Kom (미스터 곰, Mister Gom)                                                                                  |                                         | TBC               |
| 1970      | The Appearance of the Wife              | Anei moszup (아내의 모습, Anaeui moseup)                                                                            |                                         | TBC               |
| 1970      | Let's Live by the River                 | Kangbjol szaldzsa (강변 살자, Gangbyeol salja)                                                                      |                                         | MBC               |
| 1970      | River of Love and Sorrow                | Szaranggva szulphumi kang (사랑과 슬픔의 강, Saranggwa seulpeumui gang)                                             |                                         | MBC               |
| 1970      | Maria Park                              | Pak Maria (박마리아, Bak Maria)                                                                                     |                                         | MBC               |
| 1971      | Jang Hui-bin                            | Csang hibin (장희빈, Jang Hui-bin)                                                                                  | Csang hibin (Jang hui-bin)              | MBC               |
| 1972      | Rainbow                                 | Mudzsige (무지개, Mujige)                                                                                           | Han lánya                               | MBC               |
| 1972      | Daewongun                               | Tevongun (대원군, Daewongun)                                                                                        | Mjongszong (Myeongseong) császárné      | MBC               |
| 1972      | Stepmother                              | Szeomma (새엄마, Saeeomma)                                                                                          | Unhje (Eun-hye)                         | MBC               |
| 1976      | Girl's High School Days                 | Jogo tongcshangszeng (여고 동창생, Yeogo dongchangsaeng)                                                            |                                         | MBC               |
| 1984      | MBC Bestseller Theater: Gokkal          | MBC Bestseller Kukcsang: Kokkal (MBC 베스트셀러극장 - 고깔, MBC Bestseller Geukjang: Gokkal)                        |                                         | MBC               |
| 1985      | Mom's Room                              | Ommai bang (엄마의 방, Eommaui bang)                                                                                |                                         | MBC               |
| 1986      | First Love                              | Csotszarang (첫사랑, Cheotsarang)                                                                                   |                                         | MBC               |
| 1987      | Love and Ambition                       | Szaranggva jamang (사랑과 야망, Saranggwa yamang)                                                                   | Szong Hjedzsu (Song Hye-joo)            | MBC               |
| 1988      | Sand Castle                             | Moreszong (모래성, Moraeseong)                                                                                      | Kim Dzsine (Kim Jin-ae)                 | MBC               |
| 1988      | People from Wonmi-dong                  | Vonmi-tong szaramdul (원미동 사람들, Wonmi-dong saramdeul)                                                          |                                         | MBC               |
| 1989      | Fetters of Love                         | Szarangi kulle (사랑의 굴레, Sarangui gulle)                                                                        |                                         | KBS2              |
| 1989      | Seasonal bird                           | Csholsze (철새, Cheolsae)                                                                                           |                                         | MBC               |
| 1989      | Sleepless Tree                          | Csamduldzsi anhun namu (잠들지 않는 나무, Jamdeulji anheun namu)                                                    | tánciskola tanára                       | MBC               |
| 1990      | Geomsaengyi's Moon                      | Komszengi tal (검생이의 달, Geomsaengui dal)                                                                        |                                         | KBS2              |
| 1990      | Betrayal of the Rose                    | Pebani csangmi (배반의 장미, Baebanui jangmi)                                                                       | Okszun (Ok-sun)                         | MBC               |
| 1991      | What Is Love                            | Szarangi mvogille (사랑이 뭐길래, Sarangi mwogillae)                                                                | Han Sime (Han Shim-ae)                  | MBC               |
| 1991      | Another Happiness                       | Tto hanai hengbok (또 하나의 행복, Ddo hanaui haengbok)                                                             |                                         | MBC               |
| 1992      | Bun-rye's Story                         | Pulljegi (분례기, Bunryegi)                                                                                         | Pullje (Bun-rye) anyja                  | SBS               |
| 1992      | Gwanchon Essay                          | Kvancshon szuphil (관촌 수필, Gwanchon supil)                                                                       |                                         | SBS               |
| 1992      | Women's Room                            | Jodzsai pang (여자의 방, Yeojaui bang)                                                                              |                                         | MBC               |
| 1993      | How's Your Husband?                     | Tegi namphjonun ottoszumnikka? (댁의 남편은 어떠십니까?, Daegui nampyeoneun eotteosimnikka?)                        | Szong Unjo (Song Eun-nyeo)              | SBS               |
| 1993      | To Live                                 | Szandanun koszun (산다는 것은, Sandaneun geoseun)                                                                   | Phungge (Pung-gae) anyja                | SBS               |
| 1994      | Farewell                                | Csakpjol (작별, Jakbyeol)                                                                                           | I Sine (Lee Shin-ae)                    | SBS               |
| 1995      | Men of the Bath House                   | Mogjongthangdzsip namdzsadul (목욕탕집 남자들, Mogyoktangjib namjadeul)                                             | No Hjejong (Noh Hye-young)              | KBS2              |
| 1995      | Your Voice                              | Kude mokszori (그대 목소리, Geudae moksori)                                                                         | Onjonni (Eon-nyeon-yi)                  | SBS               |
| 1995      | MBC Best Theater: Hospice Ajumma        | Hospice adzsumma (호스피스 아줌마, Hospice ajumma)                                                                  | Csongszuk (Jeong-suk)                   | MBC               |
| 1996      | Temptation                              | Juhok (유혹, Yuhok)                                                                                                 |                                         | KBS2              |
| 1996      | Ganyiyeok                               | Kanijok (간이역, Ganiyeok)                                                                                          | étteremtulajdonos                       | MBC               |
| 1996      | Open Your Heart                         | Kaszumul jorora (가슴을 열어라, Gaseumeul yeoreora)                                                                 | Cshö Szundzsu (Choi Soon-joo)           | MBC               |
| 1997      | The Reason I Live                       | Nega szanun iju (내가 사는 이유, Naega saneun iyu)                                                                  | Szon (Son) asszony                      | MBC               |
| 1997      | Woman Next Door                         | Iutcsip jodzsa (이웃집 여자, Iutjib yeoja)                                                                          |                                         | SBS               |
| 1997      | MBC Best Theater - Bok-soon's Boomerang | MBC Best Kukcsang: Pokszunssii pumerang (MBC 베스트극장 - 복순씨의 부메랑, MBC Best Geukjang: Boksunssiui bumerang) | Pokszun (Boksun)                        | MBC               |
| 1998      | Firstborn                               | Madi (맏이) | Cshö Szukcsa (Choi Sook-ja)             | MBC               |
| 1998      | Love Is All I Know                      | Szarang pakken nan molla (사랑 밖엔 난 몰라, Sarang bakken nan molla)                                               |                                         | MBC               |
| 1998      | Hong Gil-dong                           | 홍길동 | Inok anyja                              | SBS               |
| 1998      | Lie                                     | Kodzsimmal (거짓말, Geojimmal)                                                                                      | Jun Jonghi (Yoon Young-hee)             | KBS2              |
| 1998      | Crush                                   | Ccsakszarang (짝사랑, Jjakszarang)                                                                                  |                                         | KBS2              |
| 1999      | KAIST                                   | 카이스트 | gépészmérnök professzor                 | SBS               |
| 1999      | Did We Really Love?                     | uriga csongmal szaranghesszulka (우리가 정말 사랑했을까, Uriga jeongmal saranghesseulkka)                           | Cshö Hjedzsa (Choi Hye-ja)              | MBC               |
| 1999      | Who Are You                             | Tangsinun nugusigille (당신은 누구시길래, Dangsineun nugusigillae)                                                  | Jung Shin-ae                            | SBS               |
| 1999      | Ho Dzsun (Heo Jun)                      | 허준 | Szong Incshol (Seong In-cheol) felesége | MBC               |
| 2000      | Tough Guy's Love                        | Kkokcsi (꼭지, Kkokji)                                                                                              | Kim Bongnjo (Kim Bok-nyeo)              | KBS2              |
| 2000      | I Want to Keep Seeing You               | Csakkuman bogo simne (자꾸만 보고 싶네, Jakkuman bogo simne)                                                        | I Okpun (Lee Ok-bun)                    | SBS               |
| 2001      | Stock Flower                            | Pidanhjangkommu (비단향꽃무, Bidanhyangkkommu)                                                                      | An Dzsonghi (Ahn Jeong-hui)             | KBS2              |
| 2001      | Blue Mist                               | Phurun ange (푸른 안개, Pureun angae)                                                                               | Miszun (Mi-soon)                        | KBS2              |
| 2001      | Hotelier                                | 호텔리어 | Jun Bongszuk (Yoon Bong-sook)           | MBC               |
| 2001      | Szundzsa (Soon-ja)                      | 순자 | Ko Cshangdek (Go Chang-daek)            | SBS               |
| 2001      | MBC Best Theater "Walking With II"      | Tongheng II (동행II, Donghaeng II)                                                                                  | Kumnjo (Geum-nyeo)                      | MBC               |
| 2001      | This Is Love                            | Szarangun irongoja (사랑은 이런거야, Sarangeun ireongeoya)                                                          | I Dzsongdzsa (Lee Jeong-ja)             | KBS1              |
| 2001      | I Like Dong-seo                         | Tongszonun csokhenne (동서는 좋겠네, Dongseoneun jokhenne)                                                          | Cshö Dzsongszuk (Choi Jong-sook)        | KBS2              |
| 2002      | Ruler of Your Own World                 | Ne mottero hera (네 멋대로 해라, Ne meotdaero haera)                                                                | Csong Juszun (Jeong Yu-sun)             | MBC               |
| 2002      | Affection                               | Csong (정, Jeong)                                                                                                   | Om (Eom) asszony                        | SBS               |
| 2002      | Who's My Love?                          | Ne szarang nugulkka (내사랑 누굴까, Nae sarang nugulkka)                                                            | Ine (In-ae)                             | KBS2              |
| 2002      | Dal-joong's Cinderella                  | Taldzsungssii Cinderella (달중씨의 신데렐라, Daljungssiui Cinderella)                                               | Phalszun (Pal-soon)                     | KBS1              |
| 2003      | Pearl Necklace                          | Csindzsumokkori (진주목걸이, Jinjumokgeori)                                                                         | Jun Hemjong (Yun Hae-myeong)            | KBS2              |
| 2003      | One Million Roses                       | Pekmanszongi csangmi (백만송이 장미, Baekmansongi jangmi)                                                           | Cshö Gumdzsa (Choi Geum-ja)             | MBC               |
| 2003      | Rose Fence                              | Csangmiulthari (장미울타리, Jangmiultari)                                                                           | Ho (Heo) asszony                        | KBS2              |
| 2003      | On the Prairie                          | Cso phurun cshovonüe (저 푸른 초원위에, Jeo pureun chowonwie)                                                       | Kim Dzsomhi (Kim Jeom-hee)              | KBS2              |
| 2004      | Ireland                                 | Aillendu (아일랜드, Aillaendeu)                                                                                     | Sijon (Shi-yeon) anyja                  | MBC               |
| 2004      | War of the Roses                        | Csangmii csondzseng (장미의 전쟁, Jangmiui jeonjaeng)                                                               | Ho Jongsim (Heo Young-shim)             | MBC               |
| 2004      | Drama City- Our Ham                     | Uri Hem (우리 햄, Uri Haem)                                                                                         | Nagymama                                | KBS2              |
| 2005      | Becoming a Popular Song                 | Juhenggaga töri (유행가가 되리, Yuhaenggaga doeri)                                                                  | O Szugjong (Oh Suk-yeong)               | KBS2              |
| 2005      | Be Strong, Geum-soon!                   | Kutszeora Kumszuna (굳세어라 금순아, Gudseeora Geumsuna)                                                            | Kumszun (Geum-soon) nagymamája          | MBC               |
| 2005      | A Farewell to Sorrow                    | Szulphumijoannjong (슬픔이여안녕, Seulpeumiyeoannyeong)                                                             | I Jongsim (Lee Young-shim)              | KBS2              |
| 2005      | Love and Sympathy                       | Szaranggongam (사랑공감, Saranggonggam)                                                                             | Hiszu (Hee-soo) anyja                   | SBS               |
| 2006      | Love Truly                              | Csinccsa csinccsa csohahe (진짜 진짜 좋아해, Jinjja jinjja johahae)                                                 | Ku Hjangszuk (Goo Hyang-sook)           | MBC               |
| 2006      | Hearts of Nineteen                      | Jorahop szundzsong (열아홉 순정, Yeorahop sunjeong)                                                                 | Jun Mjonghe (Yoon Myung-hye)            | KBS2              |
| 2006      | What's Up Fox?                          | Jouja mvohani (여우야 뭐하니, Yeouya mwohani)                                                                       | Cso Szunnam (Jo Soon-nam)               | MBC               |
| 2007      | The Person I Love                       | Szaranghanun szarama (사랑하는 사람아, Saranghaneun sarama)                                                         | Jun Mindzsa (Yoon Min-ja)               | SBS               |
| 2007      | The Golden Age of Daughters-in-Law      | 며느리 전성시대 | Szo Minszun (Seo Mi-soon)               | KBS2              |
| 2008      | Chunja's Happy Events                   | Cshundzsane kjongszananne (춘자네 경사났네, Chunjane gyeongsananne)                                                 | Jang Bunhi (Yang Boon-hee)              | MBC               |
| 2008      | Worlds Within                           | Kuduri szanun szeszang (그들이 사는 세상, Geudeuri saneun sesang)                                                   | O Minszuk (Oh Min-sook)                 | KBS2              |
| 2009      | The Road Home                           | Csiburo kanun kil (집으로 가는 길, Jibeuro ganeun gil)                                                              | Nam Szundzsong (Nam Sun-jeong)          | KBS1              |
| 2009      | Heading to the Ground                   | Menttange heading (맨땅에 헤딩, Maenddange heading)                                                                 | Edzsa (Ae-ja)                           | MBC               |
| 2010      | Golden Fish                             | Hvanggummulgogi (황금물고기, Hwanggeummulgogi)                                                                      | Cso Junhi (Jo Yoon-hee)                 | MBC               |
| 2010      | Home Sweet Home                         | Csulgoun nai csip (즐거운 나의 집, Jeulgeoun naui jib)                                                              | Szong Unszok (Seong Eun-suk)            | MBC               |
| 2011      | Listen to My Heart                      | Ne maumi tullini (내 마음이 들리니, Nae maeumi deullini)                                                            | Hvang Szungum (Hwang Sun-geum)          | MBC               |
| 2012      | My Husband Got a Family                 | Nongkhulccse kulloon tangsin (넝쿨째 굴러온 당신, Neongkuljjae gulleoon dangsin)                                    | Om Cshonge (Eom Cheong-ae)              | KBS2              |
| 2012      | The King 2 Hearts                       | 더킹 투하츠 | Bang Young-sun                          | MBC               |
| 2013      | The Queen's Classroom                   | Jovangi kjosil (여왕의 교실, Yeowangui gyosil)                                                                      | Jong Hjondzsa (Yong Hyeon-ja)           | MBC               |
| 2014      | Wonderful Days                          | Csham csohun sidzsol (참 좋은 시절, Cham joheun sijeol)                                                             | Csang Szosim (Jang So-shim)             | KBS2              |
| 2015      | The Producers                           | Producer (프로듀사)                                                                                                 | önmaga (cameo, 1–2. epizód)             | KBS2              |
| 2015–2017 | Sense8                                  | Sense8 | Min-jung                                | Netflix           |
| 2016      | Dear My Friends                         | 디어 마이 프렌즈 | O Cshungnam (Oh Chung-nam)              | tvN               |
| 2017      | Highland                                | Highland |                                         | TNT (próbaepizód) |
| 2019      | Never Twice                             | Tu bonun opta (두 번은 없다, Du beoneun eobda)                                                                      | Pok Mangnje (Bok Mak-rye)               | MBC               |
| 2021      | Pachinko                                | Pachinko | Sunja                                   | Apple TV+         |